# جويس ماكمولان
جويس ماكمولان (بالإنجليزية: Joyce McMullan)‏ هو لاعب كرة القدم الغالية أيرلندي، ولد في 1963 في مقاطعة دونيجال في جمهورية أيرلندا.